# Steffen Wink
Steffen Wink (ur. 5 lipca 1967 w Pirmasens) – niemiecki aktor telewizyjny, filmowy i teatralny.

## Życiorys
Urodził się w Pirmasens. Po ukończeniu studiów w różnych szkołach teatralnych, m.in. w założonej w 1989 roku na Universität der Künste Berlin, w 1993 dostał angaż w Monachium w Residenztheater, z którym był związany do roku 1995. Potem skupił się na pracy przed kamerą i zagrał w filmach telewizyjnych, takich jak Maja (1997) czy Coming in (1997) z Franką Potente. W telewizji stał się znany ze swojej roli jako Tobias Schrader, partner funkcjonariusza policji tytułowego bohatera (Götz George) w serialu kryminalnym ARD Schimanski (1996-98).
Widzowie mogli go dostrzec w komediodramacie Czy jestem piękna? (Bin ich schön?, 1997) z Franką Potente, komedii Kai Rabe przeciwko watykańskiego zabójcy (Kai Rabe gegen die Vatikankiller, 1998), komedii Kismet (1999) z udziałem Fatiha Akina i komedii sensacyjnej Auf Herz und Nieren (2001) i komedii romantycznej Leila i Nick (Der Barfuss, 2004) u boku Tila Schweigera oraz dramacie sensacyjnym Kod Biblii (Der Bibelcode, 2008) czy komedii romantycznej Miłość i inne przysmaki (Liebe und andere Delikatessen, 2010).
Ponadto brał udział w międzynarodowych produkcjach, takich jak Die Dämmerung von Dubrovnik (1998), Island of the Death (2000) z Malcolmem McDowellem i Talisą Soto, Nędznicy (Les Misérables – Gefangene des Schicksals, 2000) jako Enjolras u boku Johna Malkovicha i Gerarda Depardieu oraz Luisa Sanfelice (2004) z Laetitią Castą i Adriano Gianninim.
W niemieckim serialu kryminalnym RTL Kobra – oddział specjalny (Alarm für Cobra 11 – Die Autobahnpolizei, 2012) zagrał Matthesa Webera.
W maju 2013 poślubił aktorkę Genovevę Mayer.
16 października 2017 roku rozbił się swoim samolotem ultralekkim, a podczas uderzenia złamał kość lędźwiową i kość piętową.

## Filmografia

### Filmy fabularne
- 1997: Coming in (TV) jako Lorenz Wolff
- 1997: Maja (TV) jako David Andersen
- 1998: Czy jestem piękna? (Bin ich schön?) jako Klaus
- 1999: Kismet jako Jan
- 2000: Island of the Dead (TV) jako dziennikarz
- 2001: Honolulu jako Kiki
- 2005: Leila i Nick (Der Barfuss) jako Viktor Keller
- 2008: Kod Biblii (Der Bibelcode) jako Thadeus

### Seriale TV
- 1996: Mona M. - Mit den Waffen einer Frau jako Karl
- 1996-98: Schimanski jako Tobias Schrader
- 2000: Nędznicy (Les Misérables – Gefangene des Schicksals) jako Enjolras
- 2009: Górski lekarz (Der Bergdoktor) jako dr Gerd Ohlmüller
- 2012: Kobra – oddział specjalny (Alarm für Cobra 11 – Die Autobahnpolizei) jako Matthes Weber